# Raymond Blot
Pour les articles homonymes, voir Blot.
Raymond Blot, né le 5 février 1902 à Colombes et mort le 6 mars 1978 à Asnières-sur-Seine, est un acteur français.

## Filmographie
- 1926 : L'Agonie de Jérusalem de Julien Duvivier - Jean-Baptiste
- 1927 : Genêt d'Espagne de Rainer Gérard-Ortvin
- 1931 : Le Train des suicidés de Edmond T. Gréville - Joshua Brown
- 1931 : Gagne ta vie de André Berthomieu
- 1932 : Plaisirs de Paris de Edmond T. Gréville
- 1933 : Trois Balles dans la peau de Roger Lion - Le brigadier Ribalet
- 1933 : Judex 34 de Maurice Champreux
- 1933 : Vacances conjugales de Edmond T. Gréville - court métrage -  Le directeur de l'hôtel
- 1933 : Quand on a sa voiture de André Pellenc - court métrage - Le metteur en scène
- 1933 : Martini sec de Edmond T. Gréville - court métrage - Fertinel
- 1933 : Byrrh-cass gagnant de Pierre Weill - court métrage -
- 1934 : Monsieur le vagabond de Edmond T. Gréville - court métrage - Le ministre
- 1934 : Le Billet de mille de Marc Didier
- 1934 : Le Roi des Champs-Élysées de Max Nosseck
- 1934 : La crise est finie de Robert Siodmak - Un impresario
- 1935 : Papa sandwich de Pierre Weill - court métrage - Tony Barclay
- 1935 : La Bandera de Julien Duvivier - Le patron de la maison de danse
- 1935 : Joli Monde de René Le Hénaff - Le metteur en scène
- 1935 : Marchand d'amour de Edmond T. Gréville
- 1935 : Un soir de bombe de Maurice Cammage
- 1936 : Samson de Maurice Tourneur
- 1936 : Femmes de Bernard Roland - Le premier défenseur
- 1937 : Neuf de trèfle de Lucien Mayrargue - Le maître d'hôtel
- 1955 : Port du désir de Edmond T. Gréville